# کریستین ولپاتو
کریستین ولپاتو (انگلیسی: Cristian Volpato؛ زادهٔ ۱۵ نوامبر ۲۰۰۳) یک بازیکن فوتبال دورگه ایتالیایی-استرالیایی است که برای باشگاه ساسوئولو بازی می‌کند.